# XXXII Trofeu Costa Brava de futbol
El Torneig Costa Brava és un trofeu estiuenc organitzat pel Girona Futbol Club.

## Història
La seva XXXII (32a) edició es va disputar el 22 d'agost de 2008 al Nou Municipal de Palamós de Palamós perquè l'estadi de Montilivi estava en obres. Així i tot, possiblement no era el camp més idoni, ja que el seu estat no era el millor. En pocs minuts, hi havia molts trossos de gespa alçats, cosa que dificultava el joc dels dos equips.
Abans de començar el partit es va retre un homenatge al fins ara jugador del Girona FC, Miki Albert que, amb 27 anys, es retira del futbol per culpa d'una hipertròfia cardíaca. El Reial Mallorca per la seva part, li regalà una samarreta de l'equip balear, amb les firmes de tots els jugadors i ànims.
El partit va ser bastant mogut quant a faltes, però no amb targetes, ja que només varen veure'n dos jugadors de l'equip visitant. El Mallorca jugava un clar 1-4-3-2-1, mentre que l'equip local ho feia amb un 1-4-4-2.
Al minut 37 de la primera part, Arango d'una treta de falta bastant potent, està a punt d'obrir el marcador, però la pilota s'estavellà al pal esquerre de la porteria gironina. Començà a haverhi faltes, algunes més greus que les altres, tot i així l'esportivitat va reinar entre els dos equips en tot moment. No fou però fins al minut 42, gairebé a les acaballes del primer temps que després d'una errada de la defensa balear, s'aprofità Gabri, que li posà una pilota clara de gol al seu company Jito que es trobava tot sol davant la porteria defensada per Miquel Àngel Moyà.
Al començament de la segona part, el Reial Mallorca realitzà fins a 5 canvis, però tot i això no es va notar considerablement la diferència. El Girona FC continuava intentant augmentar la renda de gols, donant entrada a l'exjugador del Barça B, Eneko, que estava a prova tota la setmana i després del partit contra el RCD Mallorca, el tècnic Raül Agnés, havia de decidir sobre la seva possible incorporació, i endur-se'n així el seu trofeu, però al minut 63 (18 de la segona part), David Navarro que fou un dels que entra en aquesta segona part, tornant a debutar així amb l'equip vermellenc després de la seva tornada com a cedit pel València CF, s'aprofità també d'un embull dins l'àrea defensada per Rafa Ponzo i marcà l'empat del partit.
El guanyador fou el Reial Mallorca als penals. El partit acabà amb empat a 1 gol i als penals, l'equip mallorqui s'imposà per 4-5, després de fallar 3 penals l'equip de Girona i els 2 primers els de ses Illes, aconseguint així el seu tercer trofeu estiuenc 2008, després de la Mallorca Summer Cup, i el Trofeu La Magdalena.

## Dades
| Girona Futbol Club | 1–1 (4–5 p.) | Reial Mallorca    |
| ------------------ | ------------ | ----------------- |
| Jito 42'           |              | David Navarro 63' |

 Nou Municipal de Palamós, Palamós 
Assistència: ?
Àrbitre: David Garcia Rossell (Espanya)        
|                                                                                       |     | Penals                                                                                              |  |
| Alberto Manga · Paco Esteban · Raúl Martín · Migue · Matamala · Arnal · Oscar Alvarez | 4–5 | Juanmi Callejón · Martí Crespí · Pierre Webó · Jurado · Pep Martí · Nunes · Alhassane Keita Otchico |  |

| GIRONA FC:  |    |               |     |     |
|             |    |               |     |     |
| Porter      | 1  | Rafa Ponzo    |     | 79' |
| Defensa     | 22 | Migue         |     |     |
| Defensa     | 2  | José          |     |     |
| Defensa     | 3  | Serra         |     |     |
| Defensa     | 4  | D. Rangel (c) |     | 79' |
| Migcampista | 5  | Matamala      |     |     |
| Migcampista | 17 | Xumetra       |     |     |
| Migcampista | 8  | Dorca         |     | 46' |
| Migcampista | 18 | Jaume Duran   |     |     |
| Davanter    | 7  | Gabri         |     | 50' |
| Davanter    | 9  | Jito          | 42' |     |
| Banqueta:   |    |               |     |     |
| Porter      | 13 | Iván Gómez    |     | 79' |
| Defensa     | ?  | Cañas         |     | 60' |
| Defensa     | ?  | Oscar Alvarez |     | 79' |
| Migcampista | 10 | Eneko         |     | 60' |
| Migcampista | 6  | Alberto Manga |     | 46' |
| Migcampista | 11 | Raúl Martín   |     | 60' |
| Davanter    | 21 | Paco Esteban  |     | 50' |
| Davanter    | 24 | Arnal         |     | 60' |
| Entrenador: |    |               |     |     |
| Raül Agné   |    |               |     |     |

| RCD MALLORCA:    |    |                         |       |     |
|                  |    |                         |       |     |
| Porter           | 1  | Miquel Àngel Moyà       |       | 46' |
| Defensa          | 3  | Josemi                  |       | ?'  |
| Defensa          | 4  | Iván Ramis              | 45+1' | 46' |
| Defensa          | 16 | Nunes                   | 39'   |     |
| Defensa          | 23 | Enrique Corrales        | 46'   |     |
| Migcampista      | 24 | Pep Martí               |       |     |
| Migcampista      | 7  | Fernando Varela         |       | 60' |
| Migcampista      | 6  | Mario Suárez            |       |     |
| Migcampista      | 18 | Arango (c)              |       | 60' |
| Davanter         | 20 | Óscar Trejo             |       | 46' |
| Davanter         | 9  | Pierre Webó             |       | 76' |
| Banqueta:        |    |                         |       |     |
| Porter           | 25 | Germán Lux              |       | 46' |
| Defensa          | 15 | David Navarro           | 63'   | 46' |
| Defensa          | 12 | Martí Crespí            |       | ?'  |
| Defensa          | 17 | Ayoze                   |       | 46' |
| Defensa          | ?  | Juanmi Callejón         |       | 60' |
| Migcampista      | ?  | Gonzalo Castro          |       | 60' |
| Migcampista      | 10 | Jurado                  |       | 46' |
| Davanter         | 14 | Alhassane Keita Otchico |       | 46' |
| Entrenador:      |    |                         |       |     |
| Gregorio Manzano |    |                         |       |     |

## Estadístiques
- Possessió de pilota: Girona FC 37% - RCD Mallorca 63% (1a part: 40%-60%)
- Temps jugat: A la primera part 46:21 min. i a la segona 48:03 min (total: 94:24 min + penals)
- Faltes rebudes: Girona FC 14 - RCD Mallorca 16
- Oportunitat de gol: Girona FC 1 - RCD Mallorca 4
- Corners: Girona FC 3 - RCD Mallorca 8
- Fores de Joc: Girona FC 2 - RCD Mallorca 0

* Aquestes dades són les ofertes per IB3 Televisió i són merament orientatives. Poden no ser exactes.